# Peter Pellegrini
Peter Pellegrini, slovaški politik in nekdanji predsednik vlade, * 6. oktober 1975, Banska Bistrica.
Od leta 2018 do 2020 je bil predsednik vlade Slovaške republike. Predsednik slovaškega parlamenta je bil med letoma 2014 in 2016, ponovno pa funkcijo opravlja od leta 2023. 
Januarja 2024 je Pellegrini napovedal svojo kandidaturo na slovaških predsedniških volitvah leta 2024. V prvem krogu glasovanja je končal na drugem mestu za Ivanom Korčokom. Pellegrini je v drugem krogu 6. aprila premagal povedel s 53 odstotki glasov, s čimer bo 15. junija 2024 postal 6. predsednik Slovaške. 

## Mladosti
Pellegrini je študiral na Ekonomski fakulteti Univerze Matej Bel in Tehnični univerzi v Košicah, kjer se je osredotočal na bančništvo, naložbe in finance. Med letoma 2002 in 2006 je delal kot ekonomist in kasneje kot svetovalec člana državnega sveta za privatizacijo in gospodarstvo Ľubomírja Vážnyja, ki so ga podpirale ĽS-HZDS, SNS in Smer-SD.

## Predsednik Slovaške
19. januarja 2024 je po priljubljenosti privržencev in podpori svoje stranke Glas – Socialna demokracija ter koalicijskih partnerjev Smer – Socialna demokracija napovedal svojo kandidaturo za predsednika. 23. marca 2024 je v prvem krogu s 42,52 odstotka zmagal karierni diplomat Ivan Korčok, Pellegrini je bil na drugem mestu. 
Po prvem krogu je Pellegriniju uspelo pridobiti podporo koalicijskih partneric SNS, katere vodja Andrej Danko je v prvem krogu volitev izpadel, ter neuspešnih kandidatov Krisztiána Forrója in Jána Kubiša. 6. aprila 2024 je v drugem krogu zmagal s 53,12 odstotka in osvojil predsedniški mandat. Dan po volitvah je potrdil, da bo odstopil z mesta vodje HLAS-SD in izstopil iz članstva stranke, da bi spoštoval nenapisano politično tradicijo, da je predsednik nestrankarski funkcionar.

## Zasebno
Pellegrini ima italijanske prednike. Njegov praded Leopoldo Pellegrini je prišel v Avstro-Ogrsko, da bi sodeloval pri gradnji železnice med Levicami in Zvolenom. Pellegrini se je leta 2019 deklariral kot katoličan, ki ne prakticira vere.
Je samski. V intervjuju za tabloidno revijo Plus 7 dní leta 2020 so Pellegrinija vprašali, ali je gej, kar je zanikal. Incident je povzročil odstop urednika revije, ki je trdil, da je Pellegrini posredoval, da bi preprečil objavo vprašanja.
Ima psa Geryja, ki je dobil ime po Geraltu iz Rivie iz serije Veščec.